# Иткара (Кемеровская область)
Итка́ра — деревня Яшкинского района Кемеровской области. Иткара входит в Ленинское сельское поселение. Через деревню протекает речка Иткара. Деревня включена в активный туристский маршрут «К Иткаринскому водопаду».

## История
Иткара основана в 1648 году сыном боярским Юрием Ярловским и пашенным крестьянином Фролом Фроловым. Сейчас село состоит из нескольких десятков дворов.
Внутри деревни два исторических района:
- на правом берегу реки Иткара - старожильческий район. Люди жили здесь до прихода новых русских в 17 веке, хоронили своих предков в могилах с "закладными камнями" в изголовье. Закладные камни - туристская достопримечательность деревни.
- на левом берегу реки Иткара - новопоселенческий район, освоенный в 17 веке. Своих умерших предков они хоронили в могилах с христианскими крестами у изголовья.

## Население

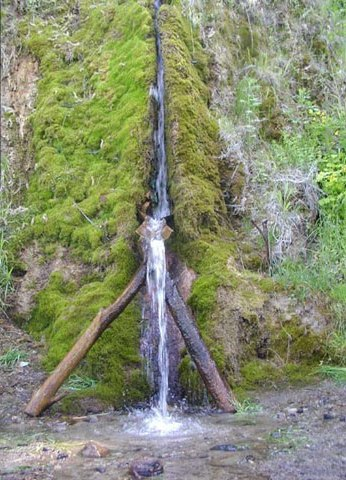
Иткаринский водопад ниспадает с уступа коренного берега Томи

| 2010 |
| ---- |
| 42   |

## Достопримечательности и туризм
Деревня включена в активный туристский маршрут «К Иткаринскому водопаду» и спортивный туристский маршрут 1 категории сложности от музея-заповедника «Томская писаница» до Томска. В деревне расположены достопримечательности:
- «Сибирский баобаб» — крупное дерево, чёрный тополь, в шесть обхватов взрослых людей[2]
- «Закладные камни» — место захоронения сибиряков по старинной сибирской традиции — без гробов, в колодах, без крестов в изголовье, но с закладными камнями. В центре села, на правом берегу реки Иткара[3]. Сейчас закладные камни варварски собраны в кучу, чтобы подпирать деревянный крест, установленный на площадке с закладными камнями. Местонахождение захоронений определить из-за этого труднее.
- Иткаринский водопад — слабоминеральный водный источник, ниспадающий с уступа коренного берега Томи, расположен в 1 км от северной границы села, на берегу Томи.
- Средневековое поселение в 1,5 км южнее села, на второй правобережной террасе Томи. Здесь в обнажениях склона террасы собраны фрагменты керамических сосудов, кости животных. Памятник открыт в 1979 году В. Н. Добжанским. Материал хранится в МАЭЭ.
- Экологическое поселение Иткара. На окраине Иткары прошёл слёт экологических поселений Сибири. По итогам слёта в Иткару начали съезжаться люди, образовываться новые семьи, включившиеся в формирование поселенческой общины. Продукцией экопоселения является иван-чай, кедровые орех и масло, бездрожжевой хлеб и сеянцы питомника растений.

## Транспорт
Деревня связана автобусным сообщением с райцентром Яшкино (два рейса в неделю, расстояние около 45 км). От соседнего Саломатово до райцентра Яшкино автобус ходит каждый день утром, днём и вечером.